# Karpathos
Karpathos (tiếng Hy Lạp: Κάρπαθος) là hòn đảo lớn thứ hai trong nhóm đảo Dodecanese của Hy Lạp, nằm ở phần đông nam của biển Aegean. Cùng với hòn đảo nhỏ lân cận Saria, nó tạo thành khu tự quản Karpathos, là một phần của đơn vị thuộc vùng Karpathos. Do vị trí xa xôi, Karpathos vẫn bảo tồn được nhiều nét đặc trưng về trang phục, phong tục và phương ngữ, phương ngữ của đảo giống với tại Crete và Síp. Hòn đảo cũng được gọi với các tên tiếng Latinh: Carpathus, tiếng Ý: Scarpanto, tiếng Thổ Nhĩ Kỳ: Kerpe.
Hòn đảo nằm cách 47 km về phía tây nam của đảo Rhodes, một phần của Địa Trung Hải được gọi là biển Carpathia (tiếng Latinh: Carpathium Mare) theo tên đảo. Biển Crete, một bồn nhỏ của Địa Trung Hải, có giới hạn phía đông theo định nghĩa là đảo Karpathos. Điểm cao nhất của Karpathos là núi Lastos, đạt cao độ 1.215 mét (3.986 ft). Karpathos bao gồm 10 ngôi làng và tất cả đều bảo tồn vững chắc các phong tục truyền thống của đảo. Ở phía đông nam của đảo, có thể thấy Pigadia (tên chính thức Karpathos), thủ phủ và có cảng chính của đảo. Các ngôi làng bao quanh thủ phủ là Menetes, Arkasa, Aperi, Volada, Othos, và Pyles. Có hai cảng biển trên đảo; một tại thị trấn Karpathos và một ở phía bắc của đảo cạnh Olympos gọi là Diafani.